# Idalus daga
Idalus daga là một loài bướm đêm thuộc phân họ Arctiinae, họ Erebidae.